# Geuerita
La geuerita és un mineral de la classe dels sulfurs.

## Característiques
La geuerita és una sulfosal de fórmula química Ag₂Tl₄Pb₄As₂₂S₄₀. Va ser aprovada com a espècie vàlida per l'Associació Mineralògica Internacional en el mes de gener de l'any 2024, i encara resta pendent de publicació. Cristal·litza en el sistema monoclínic.
L'exemplar que va servir per a determinar l'espècie, el que es coneix com a material tipus, es troba conservat a les col·leccions mineralògiques del departament mineralògic-petrogràfic del Museu d'Història Natural de Viena (Àustria), amb el número de catàleg: NHMW-MIN-O1177.

## Formació i jaciments
Va ser descoberta a la pedrera Lengenbach, situada a la vall de Binn, dins el districte de Goms (Valais, Suïssa). Aquest indret és l'únic a tot el planeta on ha estat descrita aquesta espècie mineral.